# Echo (Minnesota)
Echo es una ciudad ubicada en el condado de Yellow Medicine en el estado estadounidense de Minnesota. En el Censo de 2010 tenía una población de 278 habitantes y una densidad poblacional de 106,06 personas por km².

## Geografía
Echo se encuentra ubicada en las coordenadas 44°37′18″N 95°24′41″O / 44.62167, -95.41139. Según la Oficina del Censo de los Estados Unidos, Echo tiene una superficie total de 2.62 km², de la cual 2.62 km² corresponden a tierra firme y (0%) 0 km² es agua.

## Demografía
Según el censo de 2010, había 278 personas residiendo en Echo. La densidad de población era de 106,06 hab./km². De los 278 habitantes, Echo estaba compuesto por el 91.73% blancos, el 0% eran afroamericanos, el 1.44% eran amerindios, el 1.44% eran asiáticos, el 0% eran isleños del Pacífico, el 1.8% eran de otras razas y el 3.6% pertenecían a dos o más razas. Del total de la población el 5.76% eran hispanos o latinos de cualquier raza.